# موريس فان ناساو
موريس أمير أورانج (بالهولندية: موريتس فان أورانجي ؛ بالألمانية: موريتز فون أورانين)(14 نوفمبر 1567 - 23 أبريل 1625) كان الحاكم العام لجميع مقاطعات الجمهورية الهولندية من عام 1585 على أقرب تقدير حتى وفاته في عام 1625 باستثناء لوردية فريزيا. كان يُعرف باسم موريس دي ناسو قبل أن يصبح أميرًا لأورانج بعد وفاة أخيه الأكبر غير الشقيق فيليب ويليام في عام 1618.
قضى موريس شبابه في ديلنبورغ في مقاطعة ناساو، ودرس في جامعة هايدلبرغ ولايدن. خلف والده فيلهلم الأول كحالكم عام في هولندا وزيلاند عام 1585 وأصبح حاكم عام في أوتريخت، وغيلدرز، وأوفرايسل في عام 1590 وفي خرونينغن عام 1620. وبصفته نقيبًا وأدميرالًا للاتحاد نظم موريس التمرد الهولندي ضد إسبانيا الذي كان تمردًا متماسكًا وناجحًا وأكسبه شهرة كخبير استراتيجي عسكري. حقق جيش الولايات الهولندي تحت قيادته وبالتعاون مع يوهان فان أولدينبارنيفيلت العديد من الانتصارات وطرد الإسبان من شمال وشرق الجمهورية.
سعى موريس إلى تنشيط وتحديث تعاليم فيجيتيوس الكلاسيكية وكان رائدًا في أساليب التسلح والتدريب العسكري الجديدة. خلال الهدنة التي استمرت اثني عشر عامًا اندلع نزاع ديني في الجمهورية وقتال بين موريس ويوهان فان أولدينبارنيفيلت انتهى بقطع رأس الأخير. بعد الهدنة فشل موريس في تحقيق المزيد من الانتصارات العسكرية. توفي في لاهاي عام 1625 ولم يكن له أي أبناء شرعيين وخلفه أخوه الأصغر غير الشقيق فريدريك هنري.

## روابط خارجية
- موريس فان ناساو على موقع الموسوعة البريطانية (الإنجليزية)
- موريس فان ناساو على موقع إن إن دي بي (الإنجليزية)